# Mycoplasma iowae
Mycoplasma iowae è una specie di batterio appartenente alla famiglia delle Mycoplasmataceae.